# Ramón García Huidobro
Ramón García Huidobro Aldunate (Santiago de Chile, 1811-ibídem, 21 de octubre de 1873), fue un político chileno. 

## Primeros años de vida
Hijo de Vicente García Huidobro Morandé, tercer marqués de Casa Real, caballero de la Orden de Carlos III y ferviente realista; y de María del Carmen Martínez de Aldunate y Larraín. En su infancia vivió en una estancia en Santiago, la que fue atacada y saqueada por las tropas patriotas.
Casado en primeras nupcias con Mercedes Luco y Fernández de Leiva. En segundo matrimonio casó con Teresa Arlegui Gorbea. Tuvo una vasta descendencia: siete hijos del primer matrimonio y seis del segundo.

### Vida pública
Dedicado a la agricultura, consiguió una gran fortuna. Militó en las filas peluconas y el Partido Conservador. Elegido diputado por Linares y Parral en 1843, reelegido en 1949. En este período estuvo integrando la Comisión permanente de Gobierno y Relaciones Exteriores.
En 1855 es electo diputado por Santiago, y por Casablanca y Valparaíso en 1858. En este período integró la Comisión permanente de Guerra y Marina.
Se retiró de la vida política en 1861 y fue a vivir a su hacienda, al oriente de la capital, donde falleció en 1873.